# Full Moon (Kris Kristofferson e Rita Coolidge)
| Recensione | Giudizio |
| ---------- | -------- |
| AllMusic   | [ 1 ]    |

Full Moon è un album di Kris Kristofferson e Rita Coolidge, pubblicato dalla A&M Records nel settembre del 1973.
L'album fu numero 1 nella classifica country del 1973 e raggiunse la posizione numero ventisei della chart The Billboard 200, in classifica anche il singolo A Song I'd Like to Sing numero 92 classifica Country Singles e numero 49 chart The Billboard Hot 100.
La coppia vinse un Grammy Awards (edizione 1973) come miglior performance vocale country di duo o gruppo, grazie al brano contenuto nell'album, From the Bottle to the Bottom.

## Tracce
Lato A
1. Hard to Be Friends – 3:25 (Larry Murray)
2. It's All Over (All Over Again) – 2:45 (Kris Kristofferson, Rita Coolidge)
3. I Never Had It so Good – 4:08 (Paul Williams, Roger Nichols)
4. From the Bottle to the Bottom – 4:06 (Kris Kristofferson)
5. Take Time to Love – 2:55 (Donnie Fritts, Tony Joe White)
6. Tennessee Blues – 5:20 (Bobby Charles)

Durata totale: 22:39
Lato B
1. Part of Your Life – 3:09 (Allan Rich, Margaret Ann Rich)
2. I'm Down (But I Keep Falling) – 3:08 (Kris Kristofferson, Rita Coolidge)
3. I Heard the Bluebirds Sing – 2:48 (Hollis Hod Pharis)
4. After the Fact – 5:05 (Stephen Bruton)
5. Loving Arms – 3:50 (Tom Jans)
6. A Song I'd Like to Sing – 4:00 (Kris Kristofferson)

Durata totale: 22:00

## Musicisti
- Kris Kristofferson - voce
- Rita Coolidge - voce
- David Bromberg - chitarra
- Stephen Bruton - chitarra
- Randy Scruggs - chitarra
- Gary Scruggs - chitarra
- Josh Graves - dobro
- Vassar Clements - fiddle
- Herb Alpert - tromba
- Jerry McGee - chitarra, armonica
- Booker T. Jones - tastiere
- Mike Utley - tastiere
- Donnie Fritts - tastiere
- Nick DeCaro - tastiere
- Terry Paul - basso
- Lee Sklar - basso
- David Smith - basso
- Sammy Creason - batteria
- Bobbye Hall - percussioni
- Campbell-Kurban String Section - strumenti ad arco

Note aggiuntive
- David Anderle - produttore e ingegnere del missaggio
- John Haeny - ingegnere del suono
- Rick Tarantini - assistente ingegnere del suono
- Doug Sax - masterizzazione
- Roland Young - direttore artistico
- Campbell-Kurban - arrangiamenti strumenti ad arco